# Louise Hervieu
Louise Hervieu (Alençon, el 26 de octubre de 1878 – Versalles, el 11 de septiembre de 1954) fue una pintora, dibujante, litógrafa y escritora francesa.

## Trayectoria
Sifilítica de nacimiento, con muy mala salud, Hervieu reveló desde la infancia un don para dibujar. Desanimada tras el fracaso de su única exposición de óleo en 1910, abandonó la pintura en favor del dibujo y la litografía. Ilustró Las flores del mal y El spleen de París de Charles Baudelaire. Publicó colecciones de dibujos y novelas que esmaltó con sus ilustraciones. Era pariente cercana del pintor Edmond-Marie Poullain, con quien viajó varias veces a Bréhal. 
En 1915, el debilitamiento de su visión la obligó a cambiar de color a blanco y negro. Refinando el color, su técnica de dibujar con lápiz o carboncillo se caracteriza por arrancar ciertas partes de la superficie de la obra para obtener matices claros haciendo reaparecer el blanco del papel.
Una de sus obras literarias, Le Bon Vouloir, fue premiada por la Academia Francesa y otra, Sangs, recibió el Premio Femina en 1936. Este premio le permitió dar gran publicidad a la lucha que había librado toda su vida contra este flagelo que la hacía sufrir constantemente.
Es también a Hervieu a quien se debe, tras una larga lucha hasta conseguirlo en 1938, la existencia de la "carné de salud" que las autoridades públicas comenzaron a entregar a cada bebé recién nacido, en se hacían constar los antecedentes de salud de sus padres, los cuidados recibidos, las enfermedades del bebé durante la infancia y posteriormente las de persona adulta y hasta su muerte. Servía a su vez como información de partida para mantener sanos también a su descendencia: hijos y nietos.
La Asociación Louise Hervieu para el establecimiento del carné de salud fue creada con este propósito. Finalmente, el 1 de junio de 1939, un decreto ministerial introdujo el carné de salud para toda la ciudadanía francesa. 
Una retrospectiva de sus obras con las de Suzanne Valadon y Marie-Anne Camax-Zoegger fue organizada en el Musée Galliéra de París en 1961.

## Obra literaria

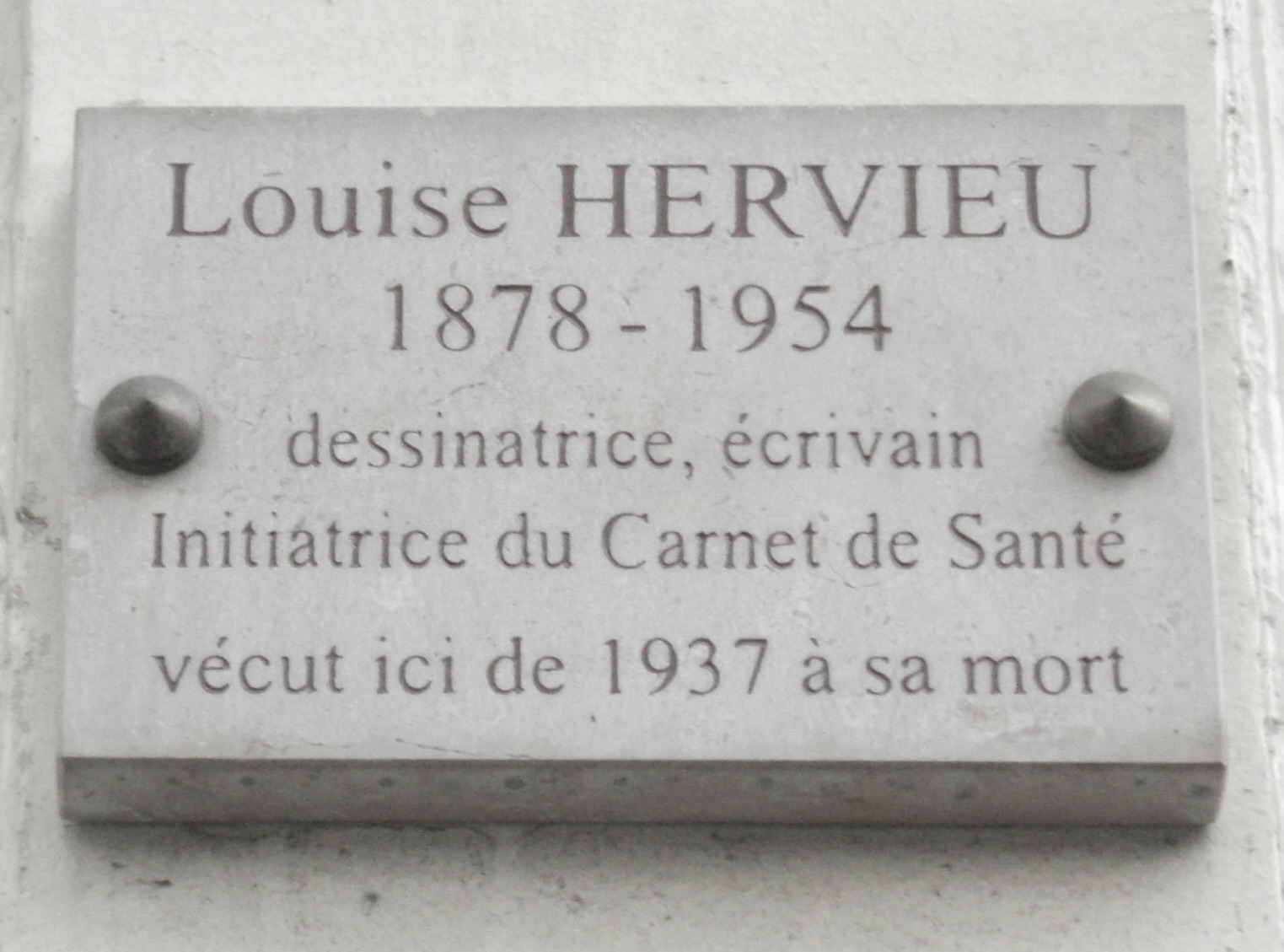
Placa fijada e el n.º 55 de [./https://fr.wikipedia.org/wiki/Rue_du_Cherche-Midi rue du Cherche-Midi] en el distrito 6 de París, donde vivió.

- Entrevistas sobre el dibujo con Geneviève, Bernheim-Joven, París, 1921.
- El Bueno Querer, Librería de Francia, París, 1927, coronado por la Academia francesa.
- El alma del circo, ilustraciones de Edmond Heuzé, Librería de Francia, París, 1924.
- Montsouris, Émile-Paul hermanos, París, 1928.
- Sangres, Denoël y Steele, París, 1936, premios Femina.
- El Crimen, Denoël, París, 1937.
- Cartas a Lucy Krohg, Asociación, 1942.
- El enfermo vosotros habla, Denoël, París, 1943.
- La Rosa de sangre, o La Primavera de la joven Heredote, P. Cuajar, Ginebra, 1953.

## Obra pictórica
Ilustraciones
- Veinte desnudos, Librería de Francia, París
- Las Flores del daño, Ollendorff, París, 1920
- Poemas de Baudelaire, ilustraciones y préface de Louise Hervieu, Textos Pretextos, París, 1946
- Reminiscencias, Compañía francesa de los artes gráficos, París, 1946
- Liturgies íntimos, Paul Verlaine, ilustraciones de Louise Hervieu, Ediciones Manuel Bruker, 1948

Museo nacional de Arte moderno de París, catálogo on-line
- Dédi é à Baudelaire, avant 1922
- Le Christ enchainé de Suippes, avant 1922
- Nu dans un intérieur renaissance, avant 1925
- La madeleine et le philosophe, avant 1927
- Nu dans un intérieur de style, avant 1927
- Choix de coquillages, avant 1931
- Fleurs de cerisier, 1934
- Tête de clown, 1934
- Noir sur noir, 1934
- Fruits, 1934
- Vieux dieux chinois, 1934
- Massacre de cerf, 1934
- La pendule, avant 1939
- Les pommes, vers 1941
- Les poires, vers 1941
- Le salon du carnet de santé
- Plumes
- Femme malade

Museo de Louvre, departamento de artes gráficas
- Coquillages et colliers, RF 36812, recto
- Nœud noir et plume d'autruche blanche, RF 40961, recto
- Vieille paysanne assise, de face, en train de coudre, RF 28788, recto

## Homenaje
En 2016,  dieron el nombre de rue Louise-Hervieu a una calle del distrito 12 de París en honor a esta polifacética francesa.